# Banda Intercontinental Poopó
La Banda Intercontinental Poopó es una banda de bronces que interpreta música folklórica de Bolivia. Es considerada precursora de las bandas que, como ella, participan en el Carnaval de Oruro. Además, ha participado en eventos culturales en distintos países de Sudamérica, Centroamérica, Norteamérica, Asia y Europa.

## Historia

### Inicios
La agrupación fue fundada en la localidad Poopó del departamento de Oruro, el 4 de enero de 1964 por Sinforiano Gonzáles. Originalmente denominada "Banda Provincial Poopó" y recientemente rebautizada como "Banda Intergaláctica Poopó", nació como una pequeña banda para ofrecer retretas los días domingos en Villa Poopó, capital de la provincia Poopó. Su fundador, músico y minero, reunió a algunos de sus compañeros de trabajo en las minas para formar una agrupación musical e interpretar huayños, bailecitos, cuecas y otros ritmos bolivianos. Como su actividad fue bien recibida por su público de ese entonces, la agrupación fue expandiéndose.

### Alcance nacional
En 1980 la familia Gonzáles se mudó a la ciudad de Oruro y la banda comenzó a perfilarse en el nivel nacional. En este periodo comenzó a grabar con otras renombradas bandas de bronce folklóricas como Pagador, 10 de Febrero, Alianza e Imperial, y con reconocidos sellos discográficos bolivianos como Discolandia, Heriba, Lauro, Cóndor, Chacaltaya, Andino y Lira.

### Alcance internacional
Su primera presentación en el extranjero fue en 1979 en la Fiesta de la Candelaria en Puno, Perú, donde fueron galardonados por la federación folckórica de esa ciudad.

## Características

### Instrumentos y repertorio

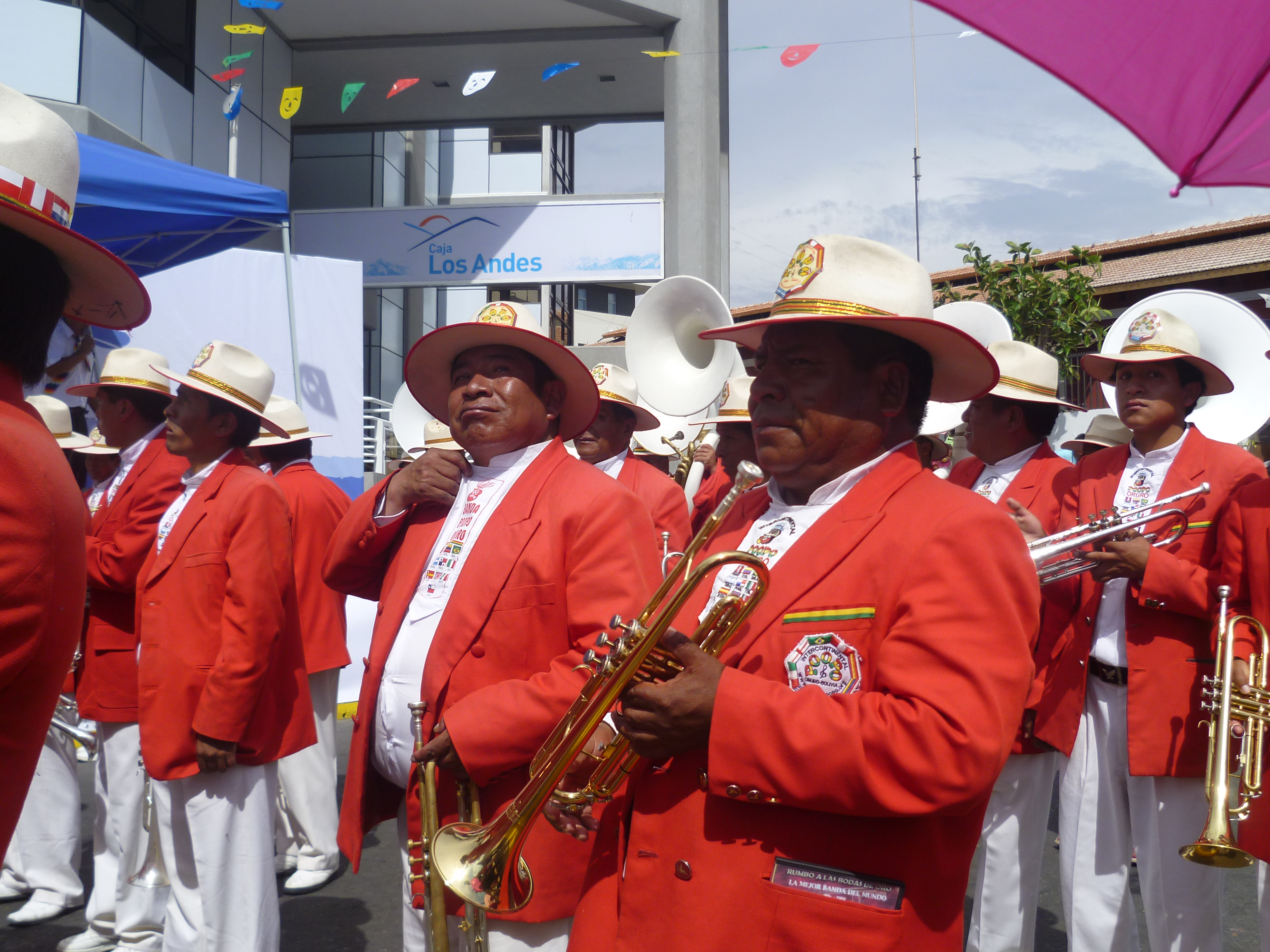
La banda en una presentación enArica, Chile, con su uniforme de 2012

La banda se caracteriza por sus arreglos para instrumentos aerófonos de metal, percutivos e idiófonos de música de cine, rock, cumbia y, por supuesto, folklore boliviano. hasta 2014 contaban con alrededor de 220 músicos interpretando:
- 13 contrabajos
- 48 trompetas
- 40 bajos
- 19 saxofones, clarinetes y flautas
- 18 trombones
- 13 bombos
- 21 tambores, timbales y güiros
- 48 platillos[8]

### Uniforme
La banda suele llevar un uniforme rojo que incluía un sombrero, que fue reemplazado desde 2014 por un casco minero  profusamente ornamentado, que hace referencia a su origen en el departamento de Oruro, una región de tradición minera.
En 2014 el poeta orureño Benjamín Chávez escribió un libro sobre el 50.º aniversario de la agrupación titulado La Banda Intercontinental Poopó Bodas de Oro.

## Polémica por estrella en el paseo de la fama de Hollywood
El 7 de junio un tuit de la agencia ABI y posteriormente un tuit publicado por el presidente Evo Morales, así como varios medios de comunicación, refirieron que el 2 de junio de 2019, tras participar en un festival en la ciudad de San Francisco, había sido develada una estrella en honor a la banda en el paseo de la fama de Hollywood.
Sin embargo, esa noticia resultó ser falsa. Al día siguiente de la difusión, en la misma página de Facebook de la banda, sus integrantes aclararon que no habían obtenido la estrella y pidieron perdón al público por la información errada. Asimismo, el director de la banda señaló que no tienen la estrella pero buscarán postular para el 2020, declaraciones que fueron rechazadas por expertos, quienes señalan que no es el procedimiento para obtener estrella de la fama y que la banda no cumple requisitos para tener dicha estrella, por ser desconocida en EE. UU.